# Manolo Cal
Manuel Salamanca Pacheco, más conocido como Manolo Cal (Madrid, España, 5 de marzo de 1948), es un actor y humorista español, conocido por su papel de Ramón en la serie de televisión Cuéntame cómo pasó.

## Biografía
Es hijo de los actores Manuel Salamanca y Amparo Pacheco (Amparo en la serie Aquí no hay quien viva, Matilde en La que se avecina, Sagrario en Cuéntame cómo pasó y Marita en Manolo y Benito Corporeision).
Lleva toda la vida en el escenario. Durante seis años perteneció al Teatro María Guerrero, compañía con la que realizó giras por toda España, Europa y América, donde llevaron su repertorio de Teatro Clásico.
De 1978 a 1983 formó parte del dúo humorístico Arenas y Cal, junto a Eloy Arenas. En televisión, su andadura comienza en la época del blanco y negro, donde, además de ejercer como presentador, intervino en Novela y obras para Estudio 1. También ha intervenido en multitud de series de televisión como Los ladrones van a la oficina, ¡Ay, Señor, Señor! "Precuela Ministerio del Tiempo" o Cuéntame cómo pasó actualmente Muertos S.l.
En cine ha trabajado en decenas de películas entre las que se encuentran varias coproducciones con Francia e Italia. 
En el género de la revista, ha estrenado más de quince títulos con los que ha viajado por toda España y que ha unido su nombre al de las principales figuras del género como Juanito Navarro, Fernando Esteso o Esperanza Roy. 
Entre sus incursiones teatrales cabe mencionar Peribáñez y el Comendador de Ocaña (2002-2003) en la Compañía Nacional de Teatro Clásico y Pares y Nines (2003-2004), de José Luis Alonso de Santos.

## Filmografía

### Cine
| Año  | Película                    | Papel           | Director                |
| ---- | --------------------------- | --------------- | ----------------------- |
| 1974 | Yo la vi primero            |                 | Fernando Fernán Gómez   |
| 1976 | Y le llamaban Robin Hood    |                 | Tonino Ricci            |
| 1977 | Uno del millón de muertos   |                 | Andrés Velasco          |
| 1977 | Juventud drogada            |                 | José Truchado           |
| 1980 | El consenso                 | Barrendero      | Javier Aguirre          |
| 1996 | Demasiado caliente para ti  | Guionista       | Javier Elorrieta        |
| 1998 | Papá Piquillo               | Cliente terraza | Álvaro Sáenz de Heredia |
| 2006 | El síndrome de Svensson     | Padre Argote    | Kepa Sojo               |
| 2012 | Clara no es nombre de mujer | Director        | Pepe Carbajo            |

#### Cortometrajes
| Año  | Título                                   | Personaje             | Director                     |
| ---- | ---------------------------------------- | --------------------- | ---------------------------- |
| 2002 | 250 bocadillos de mortadela              | Alcalde               | Luis Moreno                  |
| 2015 | El vidente                               | Richi                 | Roberto Suárez               |
| 2015 | La maldición de Billy                    | Billy                 | Roberto Suárez               |
| 2018 | The day my grandma met Bruce Willis      | Miembro de producción | Arancha Salamanca            |
| 2019 | Happy Friday                             | Manuel                | José Antonio Campos Aguilera |
| 2021 | TID (Trastorno de Identidad Disociativa) | Doctor                | Alfredo Carrasco Alonso      |

### Televisión
| Año       | Título                          | Papel                | Director                               |
| --------- | ------------------------------- | -------------------- | -------------------------------------- |
| 1966-1978 | Novela                          | Joven 2              | Antonio Chic*                          |
| 1977-1978 | Curro Jiménez                   | Teniente Francés     | Antonio Drove                          |
| 1978      | El canto de un duro             | Humorista            |                                        |
| 1985      | Como Pedro por su casa          | Varios personajes    | Pedro Ruiz                             |
| 1988      | Gatos en el tejado              | Vendedor             | Alfonso Ungría                         |
| 1992      | Taller mecánico                 | Cliente Taller       | Mariano Ozores                         |
| 1993-1995 | Los ladrones van a la oficina   | Conductor de autobús | Ramón Fernández*                       |
| 1996      | Qué loca peluquería             | Conserje             | Eloy Arenas                            |
| 1996      | Éste es mi barrio               | Recepcionista hotel  | José Antonio Escrivá y Vicente Escrivá |
| 1996      | La revista                      |                      | José Luis Moreno                       |
| 1997-1999 | Arévalo y cía                   | Varios personajes    | Javier Elorrieta                       |
| 2000      | Paraíso                         | Juan                 | Javier Elorrieta y Jesús R. Delgado    |
| 2001      | ¡Ala... Dina!                   | Borja Álvarez Laredo | Rafael de la Cueva*                    |
| 2001-2023 | Cuéntame cómo pasó              | Ramón Pascual        | Agustín Crespi*                        |
| 2008      | El espíritu de la democracia    | Ramón                | Mikel Marín y Teresa Mora              |
| 2010      | Tarancón, el quinto mandamiento | Manuel Primo         | Antonio Hernández                      |
| 2012      | Entre líneas                    | Ricardo              | Chema de la Vega y Jorge Romeo         |
| 2020      | El Ministerio del Tiempo        | Benito Pérez Galdós  | Javier Olivares y Pablo Olivares       |
| 2024      | Muertos S.L.                    | Anselmo              | Laura Caballero                        |

(*) Se indica solamente el director que más episodios ha dirigido.